# Stenomaske

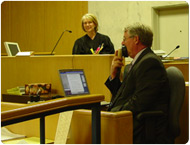
Gerichtsreporter mit Stenomaske

Eine Stenomaske wird verwendet, wenn Gespräche zwischen mehreren Personen von einer anderen Person nachgesprochen werden – zum Zwecke der Aufzeichnung oder einer Dolmetschung, speziell beim simultanen Schriftdolmetschen. Die dicht am Mund des aufzeichnenden Sprechers („AS“) anliegende Maske lässt zum einen nur die Worte des AS in die Aufzeichnung einfließen und vermeidet zum anderen einen akustischen „Echoeffekt“ durch die laufend im selben Raum nachgesprochenen Redebeiträge für die eigentlichen Gesprächsteilnehmer.
Die Stenomaske besteht für diesen Zweck aus einem annähernd trichterförmig den Mund eng umschließenden flexiblen Material und wird entweder mit der Hand gehalten oder mit einem Kopfgurt fixiert. In dem abschließenden vorderen Teil der Maske befinden sich ein Mikrofon sowie eine Kabelleitung von diesem zum Aufzeichnungsgerät.